# Mario Vergara
Mario Vergara (ur. 18 listopada 1910 w Frattamaggiore we Włoszech, zm. 25 maja 1950 w Shadaw w Birmie) – włoski duchowny katolicki, misjonarz w Birmie, męczennik, błogosławiony Kościoła katolickiego.

## Życiorys
Mario Vergara urodził się 18 listopada 1910 roku jako ostatnie z dziewięciorga dzieci Gennaro Vergary i Antoinette. Po ukończeniu szkoły podstawowej w 1921 roku, mimo sprzeciwu ojca, wstąpił do seminarium duchownego w Aversa. W 1929 roku wstąpił do Papieskiego Instytutu Misji Zagranicznych (Pime). 24 sierpnia 1934 roku został wyświęcony na kapłana. Został wysłany do Birmy, gdzie poświęcił się nauce języków plemion. W dniu 24 maja 1950 roku, w towarzystwie pomagającego mu nauczyciela katechety Izydora Ngei Ko Lat udał się do Shadaw. Tam zostali oni aresztowani jako szpiedzy i następnego dnia zostali rozstrzelani.
W dniu 9 grudnia 2013 roku papież Franciszek ogłosił dekret o męczeństwie jego i Izydora Ngei Ko Lat, a 24 maja 2014 w Aversa, Caserta odbyła się ich wspólna beatyfikacja.